# 上所駅
上所駅（かみところえき）は、新潟市中央区下所島にある、東日本旅客鉄道（JR東日本）越後線の駅である。

## 概要
新潟駅から約1.5 km、白山駅から約1.6 km、新潟県道164号白山停車場女池線西跨線橋の西側に設置された。新駅設置は新潟県内では2021年のえちご押上ひすい海岸駅以来4年ぶり、新潟市内では2005年の内野西が丘駅以来20年ぶり、中央区（に相当する地域）内では1942年の軽金前停留場以来83年ぶり。 
上所駅周辺区間には、以前、新潟中央卸売市場専用線および日本軽金属専用線が設置されており、両専用線の廃止後、越後線立体化工事により上り線の用地として再利用されていた。
2022年（令和4年）12月の新潟市都市政策部・中央区役所建設課による広報資料によると、建設予定地付近にある既存地下道を活用することを前提とした自由通路を設けることで駅舎建設計画がされているが、駅前広場ならびに駅名を含めて検討案が地域から要望提出された段階であった。
その後、2024年（令和6年）12月13日に、新潟市役所、JR東日本新潟支社、上信越建設プロジェクトマネジメントオフィス、電気システムインテグレーションオフィスは、翌2025年（令和7年）3月15日に当駅が開業すると発表した。

## 歴史
新潟駅 - 白山駅間の距離が長い点や、周辺には新潟県立新潟南高等学校や新潟ユニゾンプラザがあることなどから利用が見込まれ、1990年代に上所地区への新駅設置計画が浮上した。しかし、バブル崩壊などの影響もありその後の具体的な動きは乏しかった。

### 年表
- 2017年（平成29年）：地元の上所校区コミュニティ協議会が周辺住民約1万7千人分の署名を集め、市に設置を求めた[新聞 2]。
- 2018年（平成30年）：新潟市役所が新駅の検討に2018年度（平成30年度）の予算を計上[新聞 3]。
- 2022年（令和4年）
  - 2月7日：新潟市役所とJR東日本が「越後線白山・新潟間（仮称）上所新駅設置等に関する基本協定」を締結[4]。2024年度（令和6年度）末の開業予定された[新聞 4]。
  - 10月：新潟市役所が地元の児童・生徒や住民から駅名を募り、「上所」「所島」「南高校前」の3案を選定し、12月にJR東日本に提示[5][新聞 5]。
- 2023年（令和5年）
  - 4月19日：国土交通省北陸信越運輸局が仮称・上所駅の設置を認可[報道 1]。
  - 6月1日：JR東日本が新駅の名称を「上所駅」とすることを発表[報道 3][新聞 6]。
- 2025年（令和7年）
  - 3月9日：開業記念式典・内覧会を開催[6]。
  - 3月15日：開業[報道 2][報道 4][7]。

## 駅構造
相対式ホーム2面2線を有する駅であり、ホーム間の移動経路には既存の地下道を使用している。ホームの長さは125メートルで6両編成に対応し、上屋は60メートルで3両分をカバーする。水のせせらぎをイメージした外壁デザインや駅名標は新潟南高校とのコラボレーションで、近くにある信濃川や鳥屋野潟にちなんでいる。
新潟駅が管理する無人駅である。
新潟市が事業費の全額を負担し、駅本体の総工費は25億円である。

### のりば
| 番線 | 路線    | 方向 | 行先           |
| ---- | ------- | ---- | -------------- |
| 1    | ■越後線 | 上り | 内野・吉田方面 |
| 2    | ■越後線 | 下り | 新潟方面       |

## 利用状況
乗降人員は1日4,600人（乗車人数では1日2,300人）を想定している。

## 駅名について
駅名は上所だが、駅の所在地は下所であり駅名の上所は周辺にある地名である。

## 隣の駅
東日本旅客鉄道（JR東日本）
■越後線

白山駅 - 上所駅 - 新潟駅

### 報道発表資料
1. 1 2 3 4  『越後線の新駅（仮称・上所駅）設置を認可しました！』（PDF）（プレスリリース）国土交通省北陸信越運輸局、2023年4月19日。オリジナルの2023年5月31日時点におけるアーカイブ。2021年4月19日閲覧。
2. 1 2 3 4 5 6 7 8  『2025年3月15日（土）に越後線上所駅が開業します』（PDF）（プレスリリース）新潟市／東日本旅客鉄道新潟支社／上信越建設プロジェクトマネジメントオフィス／電気システムインテグレーションオフィス、2024年12月13日。オリジナルの2024年12月14日時点におけるアーカイブ。2024年12月14日閲覧。
3. ↑  『白山駅～新潟駅間の新駅の駅名決定について』（PDF）（プレスリリース）東日本旅客鉄道新潟支社、2023年6月1日。オリジナルの2023年12月5日時点におけるアーカイブ。2023年6月1日閲覧。
4. ↑  『2025年3月ダイヤ改正について』（PDF）（プレスリリース）東日本旅客鉄道新潟支社、2024年12月13日、2頁。オリジナルの2024年12月14日時点におけるアーカイブ。2024年12月16日閲覧。
5. ↑  『上所駅の外壁カラーが決定しました!』（PDF）（プレスリリース）東日本旅客鉄道新潟支社、2024年3月18日。オリジナルの2024年4月6日時点におけるアーカイブ。2024年12月30日閲覧。

### 新聞記事
1. 1 2 3  JR東・越後線「上所駅」 来年3月15日開業『日刊工業新聞』2024年12月15日（東日本面）
2. 1 2  “「上所駅」3、4年後開業見込むJR越後線 新潟市が住民に説明”. 新潟日報デジタルプラス. (2021年9月23日).  オリジナルの2022年2月16日時点におけるアーカイブ。 2021年12月19日閲覧。
3. ↑  “新潟市の新年度予算は、前年度比164億円減の3802億円”. にいがた経済新聞. (2018年2月13日).  オリジナルの2023年4月18日時点におけるアーカイブ。 2021年12月19日閲覧。
4. ↑  “新潟市とJR東日本が越後線の新潟駅・白山駅間に設置する新駅「（仮称）上所駅」に関する基本協定を締結”. にいがた経済新聞. (2022年2月7日).  オリジナルの2023年4月22日時点におけるアーカイブ。 2022年2月7日閲覧。
5. ↑  茂木克信 (2022年12月1日). “上所・所島・南高校前 JR越後線の新駅名称に3案、来春に決定へ”. 朝日新聞デジタル.  オリジナルの2023年6月1日時点におけるアーカイブ。 2023年6月1日閲覧。
6. ↑  “【速報】JR越後線の新駅、名称が「上所駅」に決定”. 新潟日報デジタルプラス. (2023年6月1日).  オリジナルの2023年12月6日時点におけるアーカイブ。 2023年6月1日閲覧。
7. ↑  「まもなく”出発”JR越後線「上所駅」 地元住民向けに内覧会「開業の日（3月15日）に乗るぞ♪」」『新潟日報』新潟日報社、2025年3月10日。オリジナルの2025年3月10日時点におけるアーカイブ。2025年3月10日閲覧。